# Dodona moritai
Dodona moritai is een vlindersoort uit de familie van de prachtvlinders (Riodinidae), onderfamilie Nemeobiinae.
Dodona moritai werd in 1996 beschreven door Koiwaya & Shinkai.